# Council Grove (Kansas)
Council Grove es una ciudad ubicada en el condado de Morris en el estado estadounidense de Kansas. En el año 2010 tenía una población de 2182 habitantes y una densidad poblacional de 474,35 personas por km².

## Geografía
Council Grove se encuentra ubicada en las coordenadas 38°39′38″N 96°29′23″O / 38.66056, -96.48972 (38.660678, -96.489672).

## Demografía
Según la Oficina del Censo en 2000 los ingresos medios por hogar en la localidad eran de $28,949 y los ingresos medios por familia eran $37,061. Los hombres tenían unos ingresos medios de $29,500 frente a los $20,625 para las mujeres. La renta per cápita para la localidad era de $20,189. Alrededor del 8.5% de la población estaban por debajo del umbral de pobreza.